# Meaningful/Precious EP
『meaningful/Precious EP』（ミーニングフル・プレシャス・イーピー）はTHE RODEO CARBURETTORの1枚目のシングル。

## 概要
唯一の両A面シングルとなった本作は、1曲目の「meaningful」はアルバム『Black Luster Songs』からのリカット。

## 批評
BARKSの宮本英夫は『meaningful』を「キャッチーでポップと言っても過言ではないようなメロディを持つ親しみやすいナンバーが隠れていて、彼らを単なるカルト・ヒーローで終わらせない」と評した。
CDジャーナルは『meaningful』を「ヴィながら妙にロマンティックなバラード」と、『Precious』を「軽めだがスピード感のあるロック」、カップリング『own man』を「昭和の歌謡曲にも通じるリフとメロディが魅力的」と評した。

## 収録曲
1. meaningful
作詞：鍛冶毅　作曲・編曲：THE RODEO CARBURETTOR
2. Precious
作詞・作曲：鍛冶毅　編曲：THE RODEO CARBURETTOR
3. own man
作詞・作曲：鍛冶毅　編曲：THE RODEO CARBURETTOR